# 新疆奇台硅化木-恐龙国家地质公园
新疆奇台硅化木-恐龙国家地质公园是位于中华人民共和国新疆维吾尔自治区昌吉回族自治州奇台县的中国国家地质公园。园内既能看到近千株的硅化木，也能看到曾经挖掘中加马门溪龙等恐龙化石所留下的採坑。奇台硅化木-恐龙国家地质公园拥有世界第二大硅化木遗存规模，仅次于美国化石森林国家公园。

## 地理位置与公园建设
奇台硅化木-恐龙国家地质公园位于中华人民共和国新疆维吾尔自治区昌吉回族自治州奇台县北部，距离奇台县城150千米，西南距离乌鲁木齐市350千米。坐标为东经89°40′至90°25′，北纬44°35′至44°58′。地质公园北部是卡拉麦里山（又稱克拉美麗山）南坡，南部则是古尔班通古特沙漠的东北缘。硅化木-恐龙国家地质公园面积大概492平方千米，其中主要地质遗迹面积50平方千米。
奇台硅化木-恐龙国家地质公园是中华人民共和国国土资源部于2004年1月批准建设的第三批中国国家地质公园。奇台硅化木-恐龙国家地质公园于2008年3月开始建设，总投资近1650万元。2013年4月10日国家地质公园通过新疆维吾尔自治区国土资源厅验收。是中华人民共和国首个以硅化木群和恐龙化石为主体的古生物化石类国家地质公园。2011年6月，奇台硅化木-恐龙国家地质公园获得了第二批中国国土资源科普基地的称号。奇台硅化木-恐龙国家地质公园也是中国国家2A级旅游景区。

## 地质构造与气候
硅化木-恐龙国家地质公园园区内的卡拉麦里山最高海拔近1230米，山脚海拔700米，地势北高南低。地形主要为台地或残丘状剥蚀准平原，山前有平坦的洪积平原。地表岩性主要为灰黑色砾石，形成黑戈壁，被称为“将军戈壁”。泥漠常出现在该园区的低洼处。园区南部的沙漠主要有沙地、风蚀沙丘等风成地貌。园区地层主要为南准噶尔－北天山地层区将军庙地层小区。古生界泥盆系、石炭系、二叠系，中生界三叠系、侏罗系、白垩系以及新生界新近系、第四系为奇台硅化木-恐龙国家地质公园的出露地层。其中石炭系和侏罗系是园区主要层位，园区内海相地层和陆相地层交替消长。一般认为石树沟群形成的沉积环境为干旱氧化。与下伏地层以灰色、灰褐色为主的暗色含煤系地层西山窑组分界特征明显，一般认为该地层的沉积环境为温暖潮湿。地质的巨变导致该地质公园园区内有从5亿年前到7000万年前不同时期的古生物化石。奇台硅化木-恐龙国家地质公园的气候类型为大陆性中温带干旱气侯。年降水量超过120毫米，蒸发量则为2400毫米，年极端高温达43°C，极端低温为-42°C，平均气温8°C。每年春季前后有大风天气，每年风期长达100天。平均风速3到4米每秒，主要为偏西风。园区内年平均日照长度超过3000小时。

## 主要景观

### 硅化木园
硅化木园，地处面积超过11.6平方千米的石树沟。石树沟是一处西北向东南的冲击沟，出露范围长6千米左右，宽不到2千米。硅化木园有三层硅化木出层位，分别是沟口硅化木群、台地硅化木群以及905高地硅化木群。其中沟口层位高630到650米，这里的硅化木多为平卧带根的硅化木，这里集中着一般都是最粗壮的硅化木。台地硅化木群层位高度为从670米到700米之间，这里分布着十几根直立着的硅化木树桩。最高的905高地硅化木群层位高度达到了810米到840米。分布在此的硅化木往往是从崖壁上参差不齐的露出。园区内含硅化木和恐龙化石的地层是由以紫红色为主，伴有灰白色、黄绿色或黄褐色的碎屑岩、砂岩、泥岩所形成的，该地层被称为石树沟群。近千株形成于1.5亿年前侏罗纪晚期的裸子植物松柏纲的古树化石在这里分布着，其中以柏型木屬（Cupressinoxylon）为主、也有南洋杉型木屬、新疆原始云杉型木（Protopiceoxylon xinjiangense）、宽孔异木（Xenoxylon latiporosum）和辽宁异木（Xenoxylon liaoningense）等其他硅化木。这些硅化木树龄从数百年到数千年不等。直径大多在0.5到1米，而较为粗大的硅化木的直径可达2到2.5米。有些硅化木的树墩高达3米，根系在地表蔓延近30米。其中一棵长度为26米。可推算当时这些树的树干高度可以达到60米，甚至80米以上。硅化木除了分布在在石树沟，周边面积近450平方千米也分布着硅化木，其中在611高地硅化木群有约100株。恐龙沟和老鹰沟的硅化木点分别有50株左右，魔鬼城硅化木点有大概20株。新疆奇台硅化木结构为木质纤维结构。经过交代作用形成的二氧化硅交代物和微晶石英是该地区硅化木的主要矿物质。另外，奇台县的硅化木也包含少量有机物质。二十世纪80到90年代，由中国国家旅游局拨款在石树沟建立了奇台硅化木园。现在在奇台硅化木-恐龙国家地质公园中的硅化木园是亚洲面积最大且硅化木数量最多的硅化木森林，其遗存规模仅次于位于美国的化石森林国家公园的规模。

### 恐龙沟景观
奇台硅化木-恐龙国家地质公园的恐龙化石主要位于恐龙沟内。1.4亿年到6500万年前，准噶尔盆地还是一个内陆湖，湖中及周边生长着高大的蕨类植物。恐龙就生活在森林和湖波之间。恐龙化石与硅化木是同时代的生物，这里发现的恐龙化石中既包括食草类恐龙，也包括食肉类恐龙。从这里发现的恐龙化石有四种类型，分别是兽脚类、蜥脚类、龟鳖类以及鳄类。其中兽脚类的有董氏中華盜龍和將軍單脊龍，蜥脚类的有苏氏巧龙、中加马门溪龙、 奇台天山龙以及戈壁克拉美麗龍。袁复礼早在1931年，於现在的地质公园内将军戈壁六棵树一带发现了两具恐龙化石，其中一具身长过10米，背高过4米的恐龙化石就是奇台天山龙。这也是中国人第一次在亚洲发现恐龙化石。1983年，中国科学院古脊椎动物与古人类研究所在此考察时发现多具恐龙化石。1987年，中国加拿大联合调查组在此挖掘出的一条长30米，躯高超过10米，估计体重为60吨的蜥脚类恐龙，被命名为中加马门溪龙，这也是当时亚洲第一且世界第二大恐龙。当时留下的多处採坑，集中分布在恐龙沟2平方千米的区域内。除此之外，除了在恐龙沟，另外还有两具恐龙化石分别位于905高地恐龙化石点和地质公园园西恐龙化石点。另外，园区内还有鳄、海龟、蜥蜴、两栖哺乳动物以及小型原始哺乳动物等不同动物的化石。

### 石钱滩景观
奇台硅化木-恐龙国家地质公园东部是石钱滩，石钱滩是中间低且四周高的一片洼地，面积約44平方千米，周围是较为平缓的山丘。石钱滩的海百合茎化石因风化作用脱离母岩而形成短柱状或薄片状化石，这些化石中部有空腔像是一枚枚的钱币，故而得名。石钱滩的岩层由灰绿色的浅海-滨海相碎屑岩及碳酸盐岩构成。曾经生活在这里的大量双壳类、珊瑚、腕足类等海生无脊椎动物的化石分布在石钱滩。共有原生动物、腔肠动物、节肢动物、软体动物、苔藓动物、腕足动物以及棘皮动物7个门类。在这里挖掘出土的贝类化石有数十种，包括有蟹形贝（Cancrinella）、馬丁氏貝（Martinia）和直房贝（Orthotichia）等。石钱滩的多数化石并不分布在地表而是保存在原岩之中。

### 雅丹地貌景观
奇台硅化木-恐龙国家地质公园也拥有新疆三大雅丹地貌发育地区之一，奇台县魔鬼城。奇台县的魔鬼城，也被称为“诺敏风城”或“诺敏魔鬼城”。魔鬼城以清真寺沟为中心向外辐射，总面积大概80平方千米，距离硅化木园40千米。由经过风蚀、雨蚀的三叠纪、侏罗纪和白垩纪不同造型的沉积物构成。紫红色、黄绿色等颜色的泥岩、砂岩等共同组成了魔鬼城的岩层。因为这些地方干旱少雨，却偶有突发降雨，且易形成风。这些不同颜色岩石组成的土丘被风、水等侵蚀下形成了风蚀城堡、风蚀蘑菇、风蚀残丘和风蚀柱等不同雅丹地貌景观。魔鬼城得名于风期时，刮过这里的风会发出各类怪声。另外，恐龙沟和石树沟以北5千米处有另一处雅丹地貌，这里被命名为瀚海动物园。瀚海动物园是一个长5千米，宽3千米的穹隆构造。四周围的地层是侏罗纪统三工河组，中间的地层则是三叠纪小泉沟群。在核部大概1平方千米的灰黄色砂岩、泥岩经过长期风化剥蚀后在地表形成形似各类野兽的形状。